# British Rail 332 sorozat

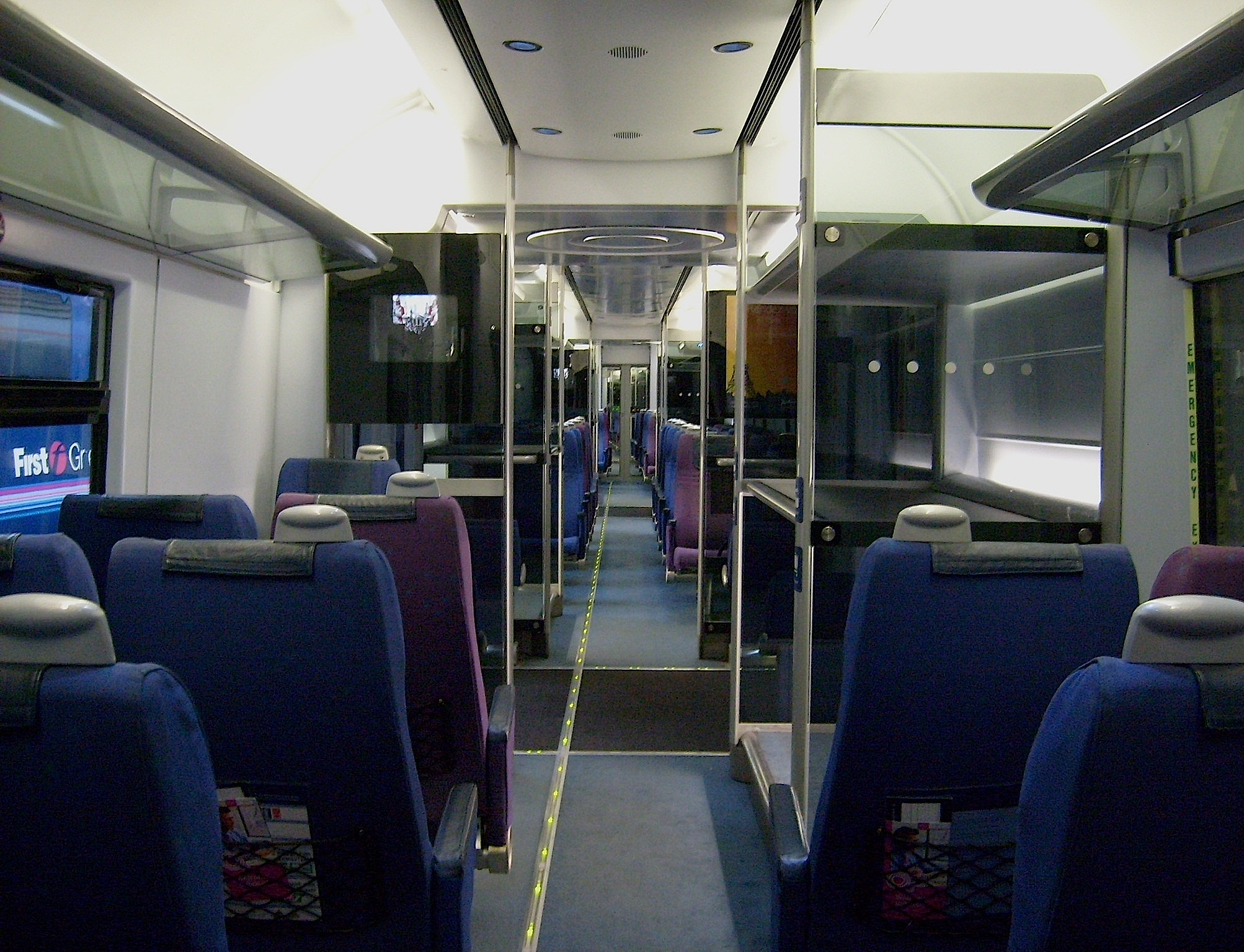
Utastér

A British Rail 332 sorozat egy angol négy- vagy ötrészes 25 kV 50 Hz DC áramrendszerű villamos motorvonat-sorozat. 1997–1998 között gyártotta a Siemens és a CAF a zaragozai üzemében.. Összesen 14 motorvonat készült el. A Heathrow Express üzemelteti 1997 óta a londoni Paddington pályaudvar és a Heathrow-i repülőtér között.